# Bahnhof Viernheim
Der Bahnhof Viernheim war der Halt der jeweiligen Staatsbahn in Viernheim an der ehemaligen Bahnstrecke Weinheim–Worms.

## Geschichte
Zusammen mit der Strecke wurde der Bahnhof am 1. August 1905 eröffnet. Die Strecke war eine Querverbindung zwischen der Bahnstrecke Frankfurt am Main–Heidelberg in Weinheim und der Bahnstrecke Mannheim–Frankfurt am Main in Lampertheim. Ihre Bauherrin und auch die des Bahnhofs war die Preußisch-Hessische Eisenbahngemeinschaft.
Ursprünglich nur ein Haltepunkt, ging er unter der Bezeichnung Viernheim Staatsbahnhof in Betrieb. Das geschah, um ihn vom gleichnamigen Bahnhof der OEG in Viernheim zu unterscheiden. Später wurde der Haltepunkt zu einem Bahnhof ausgebaut.
Die Nähe zum OEG-Bahnhof mit wesentlich dichterem Verkehr, der einerseits ebenfalls nach Weinheim führte, in der anderen Richtung nach Mannheim, was mehr Fahrgäste anzog als die Ziele Lampertheim oder Worms, ließen den Personenverkehr auf der Strecke schwächeln und auch der Güterverkehr entwickelte sich nicht so, wie gedacht. So wurde der Betrieb der Strecke zum 29. Mai 1960 eingestellt, die Gleise zwischen Viernheim und Lampertheim später demontiert. Für die Industrie in Viernheim fand – mit Unterbrechungen – noch bis 2010 Güterverkehr in Richtung Weinheim statt.

## Empfangsgebäude
Das Empfangsgebäude des Bahnhofs Viernheim steht südlich der Strecke und stammt von 1905. Es wurde, stark gegliedert, in neobarocken Formen gestaltet. Es steht traufständig zur ehemaligen Gleisanlage. Im oberen Bereich ist es durch Zierfachwerk dekoriert und es wird von einem Mansarddach gedeckt. Stadtseitig wird die Fassade durch einen polygonalen Anbau belebt. Die Güterabfertigung befand sich in einem eingeschossigen, östlich vorgelagerten Anbau. Das Empfangsgebäude ist ein Kulturdenkmal aufgrund des Hessischen Denkmalschutzgesetzes. Es beherbergt heute die kommunale Freizeit- und Bildungsstätte Treff im Bahnhof (T.I.B.). Neben dem Empfangsgebäude nutzt der Treff auch im Bahnhof abgestellte alte Eisenbahnwagen.